# Glen Campbell, Pennsylvania
Glen Campbell là một thị trấn thuộc quận Indiana, tiểu bang Pennsylvania, Hoa Kỳ. Năm 2010, dân số của thị trấn này là 245 người.